# Ja'far Tarikh
Cäğfär Taríxı (tártaro cirílico: Җәгъфәр тарихы; em russo:  Джагфар Тарихы; transliteração: Ja'far Tarikh ou Djagfar Tarikhy; tradução do tártaro: "História de Cäğfär") é uma controversa obra em russo que se afirma ser uma tradução parcial de uma compilação dos protobúlgaros do Volga do século XVII dos primeiros textos sobre os protobúlgaros, cazares e outros nômades eurasianos.

## História
De acordo com o seu publicador, Fargat Nurutdinov, a Ja'far Tarikh foi escrita em sua forma atual no Bascortostão por Baxşi İman, o secretário de Ja'far, o líder de um movimento de libertação dos protobúlgaros do Volga que teria supostamente vivido no século XVII. Nurutdinov afirma que o original, escrito em "turco protobúlgaro" (que aqui foi igualado à língua dos tártaros do Volga), usando a escrita árabe, foi traduzido para o russo no final dos anos 30 pelo seu tio, I.M.-K.-Nigmatullin, que o fez para preservá-lo de uma campanha do NKVD que visava confiscar e destruir documentos protobúlgaros de escrita árabe. Os manuscritos com o texto tártaro foi destruído por agentes da NKVD. O próprio Nigmatullin morreu na Segunda Guerra Mundial e a tradução foi preservada pela sua mãe, que finalmente a passou para o seu neto, Nurutdinov, em 1976. Ele conseguiu copiar partes da tradução, mas a versão original (e algumas cópias) foi roubada da casa de campo de seu pai na década de 80 por criminosos nunca identificados. O que restou do texto foi publicado por ele.

## Conteúdo
O texto faz referência a diversas pessoas e eventos históricos não atestados em outras fontes; ele cita, por exemplo, dois monarcas cazares de meados do século VII, Khalga e Kaban, que não aparecem no relato de Atabari, na Carta de Schechter, na Correspondência Cazar e em nenhum outro documento existente. Ele também associa os búlgaros com o que Nurutdinov interpreta como sendo referências a Troia, Suméria e até às Américas.
A maioria dos acadêmicos enxergam na obra uma mistura de dados reais (previamente conhecidos) com invenções puras. Seus críticos alegam que ele é uma falsificação criada para suportar o nacionalismo dos tártaros do Volga e, em particular, para promover a noção de que eles seriam um grupo étnico antigo e autóctone bem diferente dos tártaros da Crimeia e de outros grupos tártaros. Alguns  também especulam que ele teria sido escrito pelo NKVD (ou a pedido deles) com o objetivo de dividir os grupos étnicos turcos.